# Transversospinalis
Transversospinalis (latin: musculus transversospinalis eller musculi transversospinales, "muskeln/musklerna som korsar taggutskotten (proc. spinosi)) eller systema transversospinale är, i människans kropp, namnet på ett system av skelettmuskler som i ryggraden (columna vertebralis) sträcker sig från en ryggkotas (vertebra) tvärutskott (proc. transversus) till en ovanliggande ryggkotas taggutskott. Dessa fibrer har olika längd och brukar delas upp efter hur många ryggkotor de täcker:
- Mm. rotatores - högst en kota.
- Mm. multifidi - två eller tre kotor.
- M. semispinalis - fler än fyra kotor.